# Record de France de natation dames du 1500 mètres nage libre
Progression du record de France de natation sportive dames pour l'épreuve du 1500 mètres nage libre en bassin de 50 et 25 mètres.

## Bassin de 50 mètres
| Temps          | Athlète                  | Naissance | Âge | Club                                     | Compétition                | Lieu          | Date             |
| -------------- | ------------------------ | --------- | --- | ---------------------------------------- | -------------------------- | ------------- | ---------------- |
| 17 min 14 s 29 | Laurence Bensimon        | 1963      | 20  | CS Clichy 92                             |                            | Los Angeles   | 17 juillet 1983  |
| 16 min 57 s 22 | Laurence Bensimon        | 1963      | 20  | CS Clichy 92                             |                            | Long Beach    | 11 décembre 1983 |
| 16 min 54 s 59 | Fabienne Guil            | 1965      | 19  | Dinard Olympique Natation                |                            | Dinard        | 5 janvier 1984   |
| 16 min 44 s 49 | Laurence Bensimon        | 1963      | 21  | CS Clichy 92                             |                            | Mission Viejo | 17 mai 1984      |
| 16 min 43 s 85 | Karyn Faure              | 1969      | 17  | Cercle des nageurs d'Antibes             |                            | Monaco        | 19 mai 1986      |
| 16 min 36 s 28 | Karyn Faure              | 1969      | 20  | Cercle des nageurs d'Antibes             |                            | Austin        | 5 juin 1989      |
| 16 min 34 s 14 | Laure Manaudou           | 1986      | 17  | Cercle des Nageurs de Melun-Dammarie     | Championnats de France     | Saint-Étienne | 15 avril 2003    |
| 16 min 28 s 66 | Laure Manaudou           | 1986      | 18  | Cercle des Nageurs de Melun-Dammarie     |                            | Mulhouse      | 25 juin 2004     |
| 16 min 27 s 89 | Laure Manaudou           | 1986      | 19  | Cercle des Nageurs de Melun-Dammarie     | Vittel Cup                 | Toulouse      | 18 mars 2005     |
| 16 min 16 s 18 | Laure Manaudou           | 1986      | 19  | Cercle des Nageurs de Melun-Dammarie     | Championnats de France (s) | Nancy         | 17 avril 2005    |
| 16 min 03 s 01 | Laure Manaudou           | 1986      | 20  | Cercle des Nageurs de Melun Val de Seine | Championnats de France (f) | Tours         | 14 mai 2006      |
| 16 min 00 s 40 | Anastasiia Kirpichnikova | 2000      | 23  | Montpellier Métropole Natation           | Championnats du monde (s)  | Fukuoka       | 24 juillet 2023  |
| 15 min 48 s 53 | Anastasiia Kirpichnikova | 2000      | 23  | Montpellier Métropole Natation           | Championnats du monde (f)  | Fukuoka       | 25 juillet 2023  |
| 15 min 40 s 35 | Anastasiia Kirpichnikova | 2000      | 24  | Montpellier Métropole Natation           | Jeux olympiques (f)        | Paris         | 31 juillet 2024  |

## Bassin de 25 mètres
| Temps             | Athlète                  | Naissance | Âge | Club                                 | Compétition                    | Lieu             | Date             |
| ----------------- | ------------------------ | --------- | --- | ------------------------------------ | ------------------------------ | ---------------- | ---------------- |
| 16 min 16 s 35    | Karyn Faure              | 1969      | 21  | Cercle des Nageurs de Cannes         |                                | Cannes           | 21 janvier 1990  |
| 15 min 42 s 39 RM | Laure Manaudou           | 1986      | 18  | Cercle des Nageurs de Melun-Dammarie | Journée demi-fond              | La Roche-sur-Yon | 20 novembre 2004 |
| 15 min 33 s 42    | Anastasiia Kirpichnikova | 2000      | 23  | Montpellier Métropole Natation       | Championnats de France (f)     | Angers           | 26 octobre 2023  |
| 15 min 20 s 12    | Anastasiia Kirpichnikova | 2000      | 23  | Montpellier Métropole Natation       | Swimming Championships Otopeni | Otopeni          | 8 décembre 2023  |